# Герб Олешків
Герб Олешків — офіційний символ Олешків, затверджений рішенням міської ради.

## Опис
У верхній частині геральдичного знаку на синьому тлі зображена козацька «чайка», як символ Олешківської Січі і приналежності до історії України. У нижній частині на жовтому тлі (Олешківські піски) — гірлянда з соснових гілок (символ рукотворних лісів) обрамляє виноградне гроно, що символізує виноробство і достаток. Герб виконаний в кольорах державного прапора України.

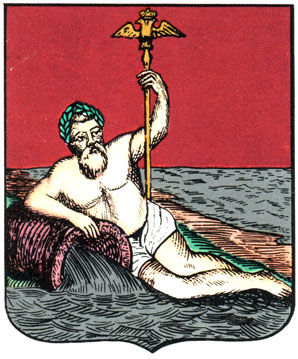
Герб 1844 р.
Герб 1893 р.
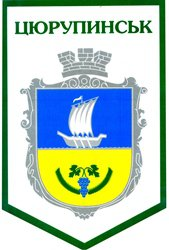
Герб  «Цюрупинськ»